# 워터아일랜드섬

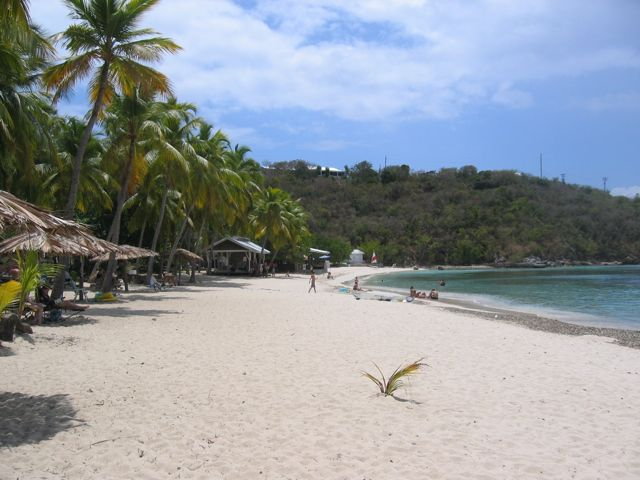
워터아일랜드 섬

워터아일랜드섬(Water Island)은 미국령 버진아일랜드의 섬으로, 인구는 182명이다.
섬의 동쪽 3분의 1은 폐쇄된 커뮤니티인 스프랫 베이 에스테이트이다. 여기에는 미국 내무부 소유의 30에이커 규모의 반도이자 자연 보호구역인 스프랫 포인트와 스프랫 포인트와 캐롤 포인트 사이에 위치한 프라이빗 스프랫 베이 비치가 포함된다. 미국령 버진아일랜드의 모든 해변은 물에서 접근할 수 있는 공공 해변이다.